# La noche de los minimuertos
La noche de los minimuertos (en Inglés, Night of the Mini Dead) es el cuarto episodio de la tercera temporada de Love, Death & Robots. Es el episodio número 30 de la serie en general. Está basada en una historia escrita por Jeff Fowler y Tim Miller. El episodio trata sobre un Apocalipsis zombi que azota a un mundo miniatura desatado por un encuentro sexual. Se estrenó el 20 de mayo del 2022 en Netflix.

## Argumento
Una pareja borracha conduce hasta un cementerio para perder el tiempo y tener sexo. Cuando el hombre sube a la estatua del ángel que domina y comienza a follar su rostro, se cae y perturba el edificio cercano. La cruz de madera en la parte superior de la torre del edificio cae y aterriza en una posición invertida en el pedestal desocupado de la estatua. Un rayo golpea la cruz invertida, incendiándola con llamas verdes y resucitando a los muertos. Los zombis acaban rápidamente con la pareja antes de dirigirse por el camino del cementerio hacia la civilización.
El caos y la carnicería comienzan en California y se extienden rápidamente por todo el mundo, con zombis invadiendo México, Francia, Tailandia, Canadá y el Vaticano. La noticia de la plaga llega a Washington (que de alguna manera no se ve afectada en este momento), por lo que se ordenan ataques aéreos en las principales ciudades estadounidenses. Los supervivientes de estas ciudades han recurrido a modificaciones al estilo Mad-Max en sus vehículos en un esfuerzo por combatir a los zombis.
Al atacar una planta de energía nuclear, los zombis reciben un impulso exponencial de poder después de ser rociados con mutágenos, algunos de ellos varias veces más grandes que los demás y capaces de escupir llamas verdes. Sin otra opción, las potencias mundiales lanzan artillería nuclear, destruyendo el planeta en el proceso. Hacia el final del episodio, la cámara retrocede para mostrar la inmensa escala de la Vía Láctea. El fin del mundo está representado por un breve destello de luz y un patético ruido de pedo.

## Reparto de Voces
| Personaje | Actor/Actriz original Estados Unidos | Actor/Actriz de doblaje Hispanoamérica | Actor/Actriz de doblaje España |
| --------- | ------------------------------------ | -------------------------------------- | ------------------------------ |
| Abella    | -                                    | Alejandra Velázquez                    | -                              |
| Autumn    | -                                    | Elizabeth Infante                      | Sara Heres                     |
| Steve     | -                                    | Ernesto Cronik                         | Javier Locra                   |

## Símbolos
Al finalizar el intro, se nos presenta una serie de 3 símbolos, siendo: Un corazón (❤), una equis (❌) y una cabeza robótica (🤖); reflejando amor, muerte y robots respectivamente. De ahí los símbolos cambian velozmente, acoplándose a la temática del episodio en cuestión, en cada episodio los símbolos son distintos. En La noche de los minimuertos nos presentan los siguientes símbolos:
- Un cráneo con un mordisco sacado (💀)
- Una equis (❌)
- Una nube en forma de hongo (🍄)

## Lanzamiento
La noche de los minimuertos se estrenó el 20 de mayo de 2022 en Netflix junto con el resto de episodios que componen el volumen 3.